# Heavy Sound Festival
Het Heavy Sound Festival was een metalfestival dat begin jaren tachtig drie keer plaatsvond, in 1983 in Brugge en in 1984 en 1985 in Poperinge. Doordat er na de editie van 1985 een groep Duitse festivalgangers grafschennis zou hebben gepleegd is het festival daarna nooit meer door gegaan alhoewel daar wel plannen voor waren.

## Edities

### 1983
De eerste editie van het festival vond plaats op 21 mei 1983 in het toenmalige voetbalstadion van Cercle Brugge.
Line-up:
- Ostrogoth
- Viva
- Golden Earring
- Killer
- Warning
- Anvil
- Uriah Heep
- Gary Moore
- Barón Rojo

### 1984
De tweede editie vond plaats op 10 juni 1984 op de terreinen van de Don Bosco sportzone in Poperinge.
Line-up:
- H Bomb
- Faithful Breath
- Lita Ford
- Mercyful Fate
- Manowar (Werd vervangen door Baron Rojo)
- Metallica
- Twisted Sister
- Motörhead

### 1985
Op 26 mei 1985 vond ook de derde en laatste editie van het festival plaats op de sportzone in Poperinge.
Line-up:
- Crossfire
- Warlock
- Lee Aaron
- Tokyo Blade
- Pretty Maids
- Tobruk
- Slayer
- U.F.O.